# 入鹿村
入鹿村（いるかむら）は三重県南牟婁郡にあった村。現在の熊野市の南西部、国道311号沿線にあたる。

## 地理
- 山岳：白倉山、大瀬山、一族山
- 河川：北山川

## 歴史
- 1889年（明治22年）4月1日 - 町村制の施行により、丸山村・大栗須村・小栗須村・板屋村・小川口村・木津呂村・大河内村・湯ノ口村・矢ノ川村の区域をもって発足。
- 1955年（昭和30年）3月1日 - 上川村・西山村と合併して紀和町が発足。同日入鹿村廃止。